# Thuộc địa hoá Mặt Trăng

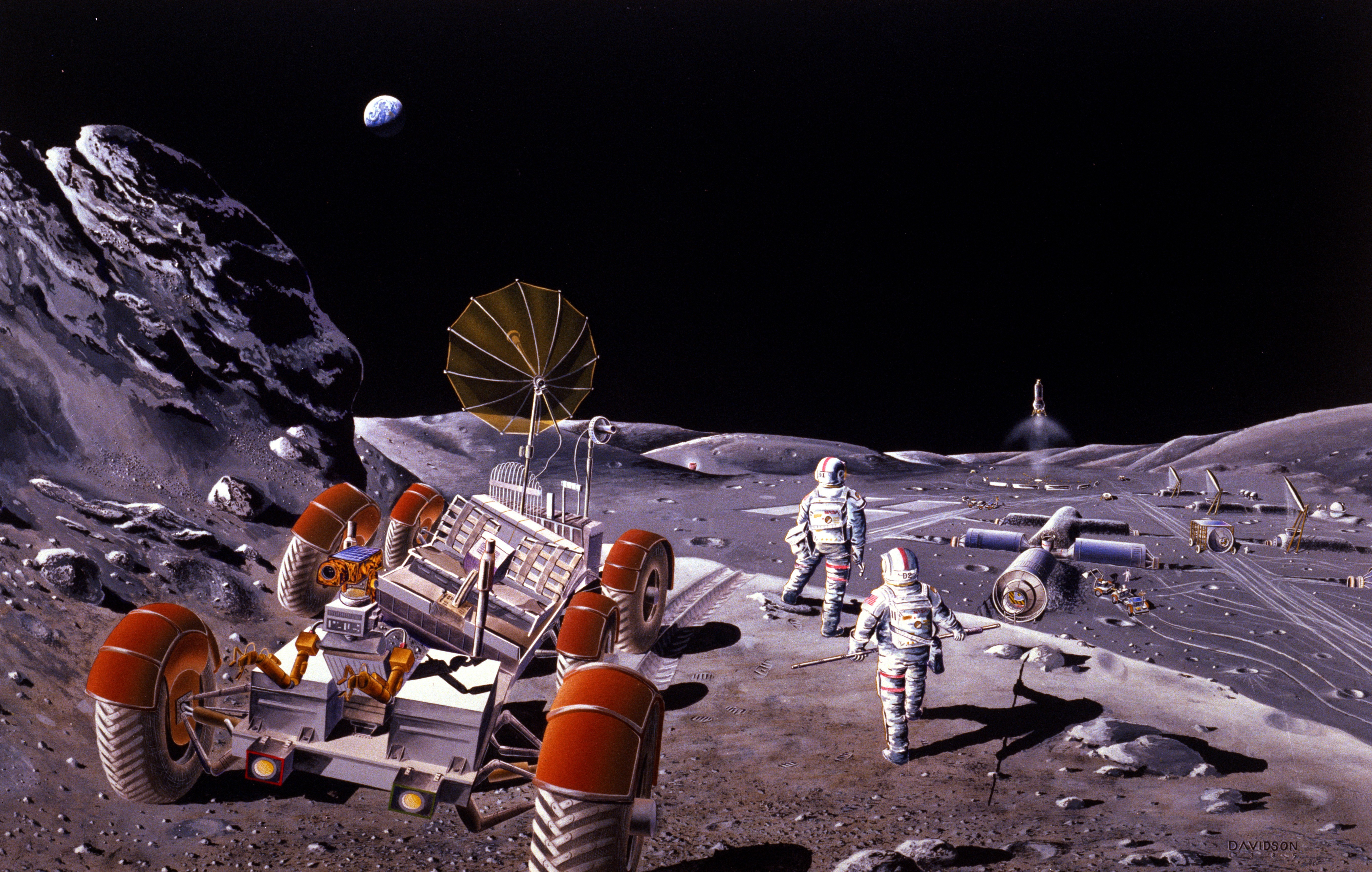
Ý tưởng của họa sĩ về việc tìm hiểu Mặt Trăng năm 1986

Thuộc địa hoá Mặt Trăng là công cuộc nghiên cứu, chiếm lĩnh và khai thác Mặt Trăng của con người.
Việc khám phá ra nước ở hai cực Mặt Trăng của robot Chandrayaan-1 đã góp phần thúc đẩy mong muốn tìm hiểu về vệ tinh này của con người.